# Hermann Tiemann
Hermann Tiemann (* 9. Juli 1899 in Bremen; † 27. Februar 1981 in Hamburg, eigentlich August Hermann Friedrich Wilhelm Tiemann) war ein deutscher Romanist und Bibliothekar.

## Leben und Werk
Tiemann machte 1917 Abitur am Gymnasium in Bremerhaven und studierte Romanistik, Anglistik und Germanistik in Berlin (vor dem Kriegsdienst) und Tübingen. 1919 wurde er bei der Studentenverbindung Landsmannschaft Schottland aktiv. Er promovierte 1923 in Göttingen mit Studien zur spanischen Dramatik in Flandern (Diego Muxet de Solis, D. Jacinto de Herrera y Sotomayor, D. Miquel de Barrios) zum Dr. phil. und wurde an der Staatsbibliothek Hamburg 1928 Bibliotheksrat. 1945 habilitierte er sich. Tiemann war von 1945 bis 1967 Bibliotheksdirektor der Staats- und Universitätsbibliothek Hamburg und Professor für Romanische Philologie an der Universität. Seit 1947 war er Mitgründer sowie Mitherausgeber der Zeitschrift Romanistisches Jahrbuch. Er war ferner von 1952 bis 1975 Vorsitzender der Maximilian-Gesellschaft.
Tiemann gehörte dem Bibliotheksausschuss der Deutschen Forschungsgemeinschaft an und war Mitglied der Bibliothekskommission des Wissenschaftsrates.

## Weitere Werke

### Romanistik
- (Hrsg.) Cervantes, Der sinnreiche Junker Don Quijote von der Mancha. Hamburg 1928, 5. Auflage 1955
- Das spanische Schrifttum in Deutschland von der Renaissance bis zur Romantik. Eine Vortragsreihe. Hamburg 1936, Hildesheim 1971
- Lope de Vega in Deutschland. Kritisches Gesamtverzeichnis der auf deutschen Bibliotheken vorhandenen älteren Lope-Drucke u. -Handschriften nebst Versuch einer Bibliographie der deutschen Lope-Literatur 1629–1935. Hamburg 1939, Hildesheim 1970
- Geist, Sprache und Dichtung. Zum Werk Karl Vosslers. In: Hamburger Akademische Rundschau, 1, 1946/1947, S. 12–28
- (Hrsg.) Leben und Wandel Lazaril von Tormes. Hamburg 1951
- Die Entstehung der mittelalterlichen Novelle in Frankreich [Vortrag]. Hamburg 1961
- (Hrsg.) Der Roman von der Königin Sibille. In drei Prosafassungen des 14. und 15. Jahrhunderts. Hamburg 1977

### Germanistik
- (Hrsg. mit Hans Schimank und Julius Schuster) Benvenuto Cellinis Selbstbiographie und ihre deutsche Bearbeitung durch Goethe. Hamburg 1928
- (Hrsg.) Meta Klopstock, Briefwechsel mit Klopstock, ihren Verwandten und Freunden. 3 Bände. Hamburg 1956
- (mit Franziska Tiemann) Geschichte der Meta Klopstock in Briefen. Bremen 1962
- (Hrsg. mit Franziska Tiemann) Es sind wunderliche Dinger, meine Briefe. Meta Klopstocks Briefwechsel mit Friedrich Gottlieb Klopstock und mit ihren Freunden. München 1980, 1988